# Jimmy Hastings
James Brian Gordon „Jimmy“ Hastings (* 12. Mai 1938 in Aberdeen; † 18. März 2024) war ein britischer Jazzmusiker (Tenor- und Altsaxophon, Klarinetten, Flöte), der auch auf einigen wichtigen Alben von Bands der Canterbury Scene zu hören ist.

## Leben und Wirken
Hastings, der seine Kindheit teilweise in Indien verbrachte, stammte aus einer musikalischen Familie. Sein Vater war Pianist; sein Bruder Pye Hastings ist gleichfalls Musiker. Früh lernte er Klavier und spielte als Jugendlicher Tanzmusik. Mit 16 Jahren wechselte er ans Altsaxophon, mit 21 Jahren ans Tenorsaxophon. In den frühen 1960er Jahren arbeitete er als Schiffsmusiker. 1963–64 spielte er bei Trompeter Ronnie Caryl, mit dessen Band er auch durch Frankreich tourte. Dann arbeitete er in London und gehörte für zwei Jahre dem Orchester von Ken McKintosh an, um von 1969 bis 1973 im BBC Radio Orchestra zu arbeiten. 
Sein Bruder Pye Hastings holte ihn ab 1968 zu den Aufnahmen der Alben der von ihm geleiteten Band Caravan, mit der er auch gelegentlich live auftrat. 1970 und 1971 war er auch mit Soft Machine im Studio (Third, Fourth), weiterhin mit Hatfield and the North und National Health. Während der 1970er Jahre spielte er gelegentlich in den Bigbands von Dave Hancock, Les Semons und Tony Kinsey; Kinsey holte ihn auch in dessen Quartett. Auch leitete er mit David Horler ein Jazzquintett, zu dem Bill Le Sage und Tony Lee gehörten. Als Studiomusiker begleitete er Bryan Ferry, Trapeze, Chris Squire und später Radiohead. 1986 nahm er mit dem Pianisten John Horler das Album Point of Intersection auf.
Dann spielte er als Theatermusiker im Londoner West End in verschiedenen Musicals. Weiter war er in den Bands tätig, die Frank Sinatra, Sammy Davis Jr., Tony Bennett, Sarah Vaughan und Aretha Franklin in Europa begleiteten. Seit 1993 gehörte er zur Band von Humphrey Lyttelton, mit der auch die Klarinette in dem Titel „Life In a Glass House“ des Radiohead-Albums Amnesiac (2001) spielte. Daneben war er Mitglied der Generation Band von John Dankworth. 1996/97 spielte er eine Zeitlang bei Caravan; auch trat er mit Don Lusher, Red Rodney, Art Farmer, Bill Berry, Lanny Morgan, Billy Mitchell und Al Grey auf und leitete ein Quartett, mit dem er das Live-Album JimJams vorlegte.
Am London College of Music lehrte er als Professor für Jazz-Saxophon.